# Experimento del muñeco Bobo

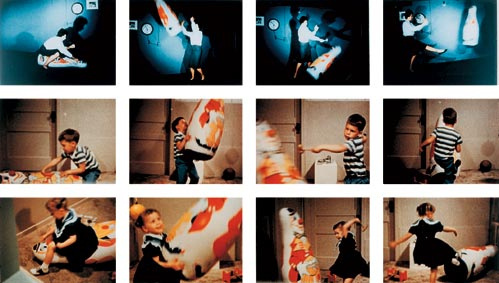
Fotografías del experimento del muñeco Bobo de Albert Bandura.

Experimento del muñeco Bobo era el nombre del experimento realizado por Albert Bandura en 1961 y 1963, para el estudio del comportamiento de los niños después de ver modelos adultos con conductas agresivas hacia un Tentetieso (muñeco porfiado o "muñeco Bobo") .
Hay diferentes variaciones del experimento. El más notable mide el comportamiento de los niños después de ver a un modelo que es recompensado, castigado o carente de consecuencias por golpear al muñeco Bobo.
Este experimento es la demostración empírica de la teoría del aprendizaje social de Bandura. Demuestra que las personas no sólo aprenden por ser recompensadas o castigadas en sí (conductismo), sino que también pueden aprender al ver a alguien ser recompensado o castigado (aprendizaje por observación). Estos experimentos son importantes, ya que a raíz de estos se iniciaron muchos más estudios sobre los efectos del aprendizaje por observación y de ellos se han derivado implicaciones prácticas, por ejemplo, cómo los niños pueden ser influenciados al experimentar situaciones violentas.
Desde la década de los 60 en que tuvo lugar el experimento, ha habido numerosas críticas que han puesto en tela de juicio su validez y la de sus conclusiones.

## Muñeco Bobo

Muñeco bobo

El muñeco Bobo (Bobo doll) o Tentetieso es un juguete hinchable de aproximadamente 150 cm de alto (5 pies), que por lo general está hecho de un vinilo resistente o plástico blando y a menudo se pinta para que parezca un payaso. Una de sus características es que al ser golpeado se levanta fácilmente «muñeco porfiado». Salió al mercado en 1960.

## Método
Los participantes en este experimento (Bandura, Ross y Ross 1961) utilizaron a 36 niños y 36 niñas de guardería en la Universidad de Stanford. Todos los niños tenían edades de entre 3 y 5 años. Los niños se organizaron en 3 grupos: 24 niños fueron expuestos a un modelo agresivo y 24 niños fueron expuestos a un modelo no agresivo. Los dos grupos fueron divididos en hombres y mujeres, que aseguraron que la mitad de los niños estuvieran expuestos a modelos de su mismo sexo y la otra mitad a modelos del sexo opuesto. Los 24 niños restantes eran parte de un grupo de control.
Para el experimento, cada niño fue expuesto al escenario de forma individual, a fin de no ser influenciado o distraído por los compañeros de clase. La primera parte del experimento requirió reunir a un niño y el adulto modelo en una sala de juegos. En la sala de juegos, el niño estaba sentado en un rincón lleno de actividades muy atractivas, tales como pegatinas, y junto al adulto modelo.
Antes de salir de la habitación, el investigador explicó a los niños que los juguetes en la esquina de los adultos eran sólo para los adultos.
En el escenario del modelo agresivo, el adulto comenzaría jugando con los juguetes durante aproximadamente un minuto. Después de este tiempo el adulto comenzaba a mostrarse agresivo hacia el muñeco Bobo. Por ejemplo, golpeando o perforando al muñeco Bobo utilizando el martillo de juguete para golpearlo en la cara. El adulto modelo era también agresivo verbalmente.
Para las medidas, en primer lugar se registraron las agresiones físicas: golpes, patadas, sentarse sobre  el muñeco Bobo, golpearlo con un martillo o arrojarlo por la habitación. La agresión verbal fue la segunda medida registrada. Los jueces cuentan cada vez que los niños imitan el modelo adulto agresivo y se registran los resultados. La tercera medida es la cantidad de veces que el mazo se utiliza para mostrar otras formas de agresión aparte de golpear el muñeco. La medida final incluyó modos de agresión mostrados por el niño que no fueran imitación directa del comportamiento del modelo a seguir (Bandura, Ross y Ross 1961).

## Resultado
Bandura encontró que los niños expuestos al modelo agresivo eran más propensos a actuar con agresiones físicas, que los que no fueron expuestos a dicho modelo. Para los niños expuestos al modelo agresivo, el número de agresiones físicas imitativas exhibidos por los niños fue de 38.2 y de 12.7 para las niñas (Hock 2009:89). Los resultados relativos a las diferencias de género apoyaron firmemente la predicción de Bandura de que los niños están más influenciados por los modelos del mismo sexo. Los resultados también mostraron que los niños mostraron más agresividad, cuando se exponen a los modelos masculinos agresivos, que los expuestos a los modelos de mujer agresiva. Cuando se expone a los modelos masculinos agresivos, el número de casos agresivos exhibidos por los niños tuvo un promedio de 104 en comparación con 48,4 casos agresivos exhibidos por los niños que fueron expuestos a modelos femeninos agresivos.
Cuando se expone a los modelos de mujer agresiva, el número de casos agresivos exhibido por las niñas promedió 57,7 frente a 36,3 casos agresivos exhibidos por las niñas que estuvieron expuestas a los modelos masculinos agresivos.
Bandura también encontró que los niños expuestos al modelo agresivo eran más propensos a actuar agresivamente de manera verbal que los que no fueron expuestos al modelo agresivo. El número de agresiones verbales imitativas exhibidas por los niños fue de 17 veces y de 15,7 veces para las niñas ( Hock 2009 : 89 ). Además, los resultados indicaron que los niños y niñas que observaron el modelo no agresivo mostraron muchas menos agresiones no imitativas que en el grupo control, que no tenía modelo.

## Críticas
En 2006, Hart y Kritsonis enumeraron elementos que cuestionaban la validez del experimento del muñeco Bobo. Se señaló que los sujetos del experimento eran todos hijos de estudiantes de Stanford, de clase acomodada y exclusivamente caucásicos, lo que limitaba la muestra a unos parámetros raciales y socioeconómicos muy específicos. También arguyeron que la progresión temporal entre los experimentos podría haber dado lugar a datos espurios, ya que entre los estudios realizados en 1961 y 1963 podrían haber actuado multitud de influencias externas y factores desconocidos sobre los niños, sin contar su propia maduración.
Harvnb, Gauntlett y Ferguson notaron en 2005 y 2010 que el estudio podría haber malinterpretado fundamentalmente las motivaciones de los niños a la hora de golpear al muñeco. Los sujetos podrían haber actuado de esta manera violenta no necesariamente por agresividad vicaria, sino también por mera imitación de los adultos o por deseo de complacerles. Los autores añadieron que la forma y las características del muñeco invitaban expresamente a empujarlo y golpearlo, lo que destruiría la validez externa del experimento.
En 2001, Bar-on y sus colaboradores advirtieron también que el lóbulo frontal no se desarrolla de manera significativa hasta los 8 años, lo que les impediría juzgar el valor de sus actos y separar la realidad de la fantasía. Harvnb, Sharon y Woolley respaldaron este reparo. Así mismo, Isom y Harvnb sugirieron que la teoría del aprendizaje social que estaba tratando de probarse en este experimento desestimaba la influencia vital de los rasgos de personalidad de origen genético, el nivel de desarrollo del cerebro y las diferencias en el aprendizaje.